# اشلی ماری پرستون
اشلی ماری پرستون (به انگلیسی: Ashlee Marie Preston) چهره، روزنامه‌نگار، کنشگر آمریکایی است.
او یک زن ترنس است.